# チョ・ウジョン
チョ・ウジョン（ハングル表記：조우종、1976年10月6日 - ）は、大韓民国のアナウンサー。韓国外国語大学校の新聞放送学科を卒業した。2005年にKBSの第31期公開採用でアナウンサーとして採用されて入局し2016年までKBSに所属した。その間多くの番組で司会進行を務めた。2014年に『家族の品格 フルハウス』に出演してKBS芸能大賞のショー娯楽部門で最高エンターテイナー賞を受賞した。2017年にKBSのアナウンサーのチョン・ダウンと結婚し、その後娘と家族3人でテレビ出演している。2020年2月からはKBSのラジオ放送クールFMで『チョ・ウジョンのFM大行進』のディスクジョッキーを務め、2020年のKBS芸能大賞のラジオ部門で今年のDJ賞を受賞した。